# 野村幹人
野村幹人（のむら みきと、1984年 - ）は、日本の箏曲・尺八演奏家である。

## 略歴
- 1984年 愛知県・名古屋市生まれ。尺八演奏家・作曲家の父・野村峰山に尺八を、箏曲家・作曲家の母野村祐子に箏を師事。
- 2000年　所属する箏曲部が「全国高等学校総合文化祭邦楽の部」の優秀校に選ばれ、 東京国立劇場で演奏
- 2006年　 桐朋学園芸術短大芸術科専攻科研究科卒業
- 2007年　第4回東京邦楽コンクール一般部門第3位入賞・日本現代音楽協会賞受賞
- 2010年 NHK邦楽技能者育成会第55期卒業。在学中 坂田梁山に師事。
- 2013年　4月　 岐阜正絃社定期演奏会（岐阜市文化センター）出演
- 2013年　5月　 宗次ホールランチタイムコンサート「邦楽 カルテット」出演
- 2014年　8月　子供まちかど文化プロジェクト「 名フィル・歴史ふれあいコンサート」～江戸時代編～（日本特殊陶業市民会館フォレストホール）出演
- 2014年　9月　 NHK邦楽技能者育成会第55期生第4回有志演奏会「初秋の調べ」（すみだトリフォニー小ホール）出演
- 2015年　4月　「温故育新～古きをたずね、新しきを育む2015正絃社創立５０周年記念春の公演」　日本特殊産業市民会館ビレッジホール　出演
- 2015年６月２０日　「水野筝曲学院　オリジナルコンサート」東京オペラシティ　リサイタルホールに出演。
- 2015年７月　男組+野村倫子 箏・尺八ライブコンサート　長久手市文化の家自主事業　出演
- 2018年12月15日「水野筝曲学院　オリジナルコンサート」ザ・フェニックスホールに出演。
- 2019年4月　2019正絃社春の公演（日本特殊陶業市民会館ビレッジホール）事務局員。後援　愛知県教育委員会　公益財団法人日本伝統文化振興財団　公益財団法人名古屋市文化振興事業団　公益社団法人日本三曲協会　愛知文化芸術協会
- 2020年10月　俳句de宗次クラシック　秋を彩る筝の音色（宗次ホール）
- 2020年11月　ナゴヤ文化芸術活動緊急支援事業「ナゴヤ・アーティスト・エイド」出演

## 作品
- 2017年12月　白銀の神殿（四重奏曲シリーズ第３作）